# Marta Xargay Casademont
Marta Xargay i Casademont (Girona, 20 de desembre de 1990) és una jugadora de bàsquet catalana, en la posició de base i escorta. Des de 2020 juga al club català de l'Uni Girona.
És internacional absoluta amb la selecció espanyola des de 2011, i amb ella s'ha proclamat campiona d'Europa en 2013, 2017 i 2019, subcampiona del món el 2014 i subcampiona olímpica el 2016.

## Trajectòria
Amb cinc anys va començar la pràctica esportiva al seu col·legi, el C.I. Vedruna, on va jugar fins als dotze anys. Després de passar pel C. I Santa Eugènia de Ter, va fer el salt a les categories inferiors de l'Uni Girona, on, sent juvenil, rendí a bon nivell en l'equip de Lliga Femenina 2.
En la temporada 2009-2010, fitxà pel CB Avenida. Després d'una primera temporada satisfactòria i en progressió, en què va obtenir el subcampionat en Lliga i Copa de la Reina, en va fer una altra (2010/11) de magnífica, tant en allò personal, amb un nivell i maduresa impropis de la seva edat, com en el col·lectiu, amb la consecució de Lliga i Supercopa espanyoles i, sobretot, de l'Eurolliga.
En la tercera (2011/12), ja com a titular i imprescindible, consolidà la seva progressió individual i completà una altra magnífica temporada d'equip, amb títols de Supercopa d'Europa i Espanya i Copa de la Reina.
En la 2012/13 tingué un desenvolupament més irregular, però seguí sent capital en les victòries de la Supercopa d'Espanya i la Lliga Femenina. En la temporada 2013/14, augmentà de nou el seu rendiment, encara que el de l'equip va baixar, ja que tan sols pogué conquistar la Copa de la Reina i la Supercopa nacional, on fou escollida l'MVP del torneig.
En la seva última temporada, la 2014/15, es va acomiadar guanyant de nou la Copa de la Reina, però sense poder emportar-se el títol de lliga després de caure davant l'Spar Citylift Girona en la final. És considerada una de les millors jugadores que ha vestit l'elàstica de l'equip charro.
Després de sis temporades en el Perfumerías Avenida, al febrer de 2015 es confirmà la marxa de Xargay al ZVVZ USK Praha de la República Txeca, club en el qual coincidiria amb la seva companya de selecció Laia Palau. En aquest estiu de 2015, va formar part de l'equip nord-americà Phoenix Mercury, campió de la WNBA, juntament amb la seva excompanya a Salamanca Shay Murphy.
Després de tres temporades militant a l'equip ZVVZ USK Praha a la República Txeca, l'any 2018 inicià el seu camí cap a Dynamo, on es trobà el seu entrenador, Lucas Mondelo i Ana Cruz, tots dos companys d'ella en la selecció espanyola. A les files del club rus competí en la lliga russa i l'Eurolliga.

## Selecció estatal
Xargay ha estat internacional en totes les categories inferiors de la selecció espanyola des de l'any 2006, en el qual va aconseguir amb la selecció sub-16 el campionat d'Europa cadet d'aquest any. En el Mundial sub-19 de 2009 disputat a Tailàndia, es va proclamar subcampiona del món després de perdre la final davant USA, sent guardonada amb el MVP del campionat.
Al maig de 2011, i amb només 20 anys, és convocada per primera vegada amb la selecció absoluta, fent el seu debut el 29 de maig de 2011 a Segòvia davant Canadà, en partit de fase de preparació per a l'Europeu de Polònia 2011 pel qual va ser convocada, sent una de les més destacades de l'equip.
El 30 de juny de 2013 es proclamà amb la selecció nacional, campiona d'Europa després d'imposar-se a la selecció amfitriona de França, en la final de l'Eurobasket 2013 per un disputat 70–69, fent de mitjana 9.3 punts, 3.3 rebots, 2.8 assistències amb un 41% en triples.
A l'octubre de 2014, va jugar a Turquia el Campionat Mundial de 2014, on el conjunt espanyol va disputar la final del campionat en el pavelló Ülker Sports Arena d'Istanbul davant els Estats Units (selecció que en 20 anys havia sumat 81 victòries i una sola derrota). Les nord-americanes liderades per Maya Moore (16 punts en els dos primers quarts) van anar al descans amb un avantatge de 20 punts: 29-48, quedant el marcador final en un 64-77. Xargay va ser una de les més destacades en el Campionat, amb una mitjana de 6.7 punts, 2.7 assistències, 2.7 rebots i un percentatge de gairebé el 40% en tirs de tres.
El juny de 2015 es disputava l'Eurobasket de Romania i Hongria 2015, en què l'equip defensava l'or de l'any anterior. Després de passar la primera i la segona fase sense cap derrota (sent les úniques del torneig a aconseguir-ho), van disputar els quarts de final davant Montenegro i van guanyar per un ajustat 75-74 després d'uns minuts finals d'infart, gràcies a un 2+1 vital en els últims segons d'Anna Cruz. Amb aquesta victòria van aconseguir també passar al preolímpic de cara als Jocs Olímpics de Rio de Janeiro 2016. En semifinals es van creuar davant França, que es va prendre la revenja de la final de 2013, guanyant per un també ajustat 63-58, per la qual cosa les noies de Mondelo no van poder defensar el seu or. En la lluita per la medalla de bronze, Espanya va passar clarament per sobre de Belarús, guanyant per 74-58, pujant una altra vegada al pòdium i recollint la tercera medalla consecutiva en els últims tres campionats disputats. Es van aconseguir els dos objectius principals de la selecció abans de començar l'esdeveniment: obtenir plaça en el preolímpic i pujar al pòdium. En el plànol individual, Marta Xargay va resultar de nou fonamental en la consecució d'un nou èxit. Va ser de menys a més, i en el partit per la 3a plaça, va fer 19 punts (3 triples), va agafar 3 rebots i va donar 4 assistències, amb la qual cosa van sumar un total de 9.6 punts de mitjana per partit, 2.4 assistències, 2.3 rebots, un 30% d'efectivitat en triples i sobretot, un 100% d'eficàcia en tirs lliures (18/18).

## Palmarès
Selecció espanyola
- 1 medalla d'argent als Jocs Olímpics d'Estiu de 2016
- 1 medalla d'argent al Campionat del Món de bàsquet femení: 2014
- 1 medalla de bronze al Campionat del Món de bàsquet femení: 2018
- 3 medalles d'or al Campionat d'Europa de bàsquet femení: 2013, 2017, 2019
- 1 medalla de bronze al Campionat d'Europa de bàsquet femení: 2015

Selecció espanyola (Categories inferiors)
- Or Europeu Sub-16 2006 (Eslovàquia)
- Plata Europeu Sub-18 2007 (Sèrbia i Montenegro)
- Plata Europeu Sub-20 2009 (Polònia)
- Plata Mundial Sub-19 2009 (Tailàndia)

Clubs
- 1 Eurolliga de bàsquet femenina: 2010-11
- 2 Supercopa d'Europa de bàsquet femenina: 2011-12, 2015-16
- 2 Lliga espanyola de bàsquet femenina: 2010-12, 2012-13
- 3 Copa espanyola de bàsquet femenina: 2011-12, 2013-14, 2014-15
- 5 Supercopa d'Espanya de bàsquet femenina: 2010-11, 2011-12, 2012-13, 2013-14, 2014-15
- 1 Lliga txeca de bàsquet femenina: 2015-2016

Individual
- MVP del Mundial Sub-19 2009
- MVP Supercopa d'Espanya 2014

Total
- Màxima anotadora Final 4. 2004
- Campiona de Catalunya Cadet 2005
- Campiona d'Espanya de Seleccions Cadet 2006
- Subcampiona Catalunya Juny 2006
- Campiona Catalunya Cadet 2006
- Subcampiona d'Espanya Júnior 2007
- MVP Campionat d'Espanya 2007
- Màxima Rebotadora Campionat d'Espanya Júnior 2007
- Campiona Catalunya Júnior 2008
- MVP de la Final 2008
- Quintet ideal 2008
- MVP del Campionat del Món Sub'19 2009